# Аль-Хаджжави
аль-Хаджжа́ви (араб. الحجاوي‎; ? — 1560) — ханбалитский факих и «шейх аль-ислам».
Его полное имя: Шараф ад-Дин Абу ан-Наджа Муса ибн Ахмад ибн Салим ибн Иса ибн Салим аль-Хаджжави аль-Макдиси ас-Салихи (араб. شرف الدين أبوالنجا موسى بن أحمد بن موسى بن سالم بن عيسى بن سالم الحجاوي المقدسي ثم الصالحي‎). Год рождения неизвестен. Нисба «аль-Хаджжави» указывает на происхождения из селения Хадджа возле Наблуса (совр. Израиль). Аль-Хаджжави является автором нескольких книг: «Зад аль-Мустакни’ фи ихтисар аль-Мукни’» (араб. زاد المستقنع في اختصار المقنع‎), комментарий к «Манзумат аль-адаб аш-шар’ийя» аль-Мардави (араб. شرح منظومة الآداب الشرعية للمرداوى‎), 2-томный «аль-Икна’» (араб. الإقناع‎), который является важнейшей книгой по ханбалитскому праву; «Мухтасар аль-Мукни’» (араб. مختصر المقنع‎). Умер в 1560 году.